# NGC 3707
NGC 3707 est une galaxie elliptique située dans la constellation de la Coupe. NGC 3707 a été découverte par l'astronome allemand Wilhelm Tempel en 1878.

## Caractéristiques
Sa vitesse par rapport au fond diffus cosmologique est de 5 706 ± 35 km/s, ce qui correspond à une distance de Hubble de 84,2 ± 5,9 Mpc (∼275 millions d'al).

## Paire de galaxies?
Bien qu'aucune source consulté ne le mentionne, NGC 3704 et NGC 3707 sont très rapprochées sur la sphère céleste et sont à peu près à la même distance de la Voie lactée, 272 mal et 274 mal. Elles forment très probablement une paire de galaxies.